# Acétogenèse
L'acétogenèse est la biosynthèse de l'acétate faite par les procaryotes. Il est la deuxième phase de la méthanisation, après l'acidogenèse et avant la méthanogenèse ; dans ce cas, l'acétate est produite à partir d'alcools (éthanol), d'acides organiques (acide lactique, acide pyruvique) et d'acides gras (acide butyrique).
Une autre voie de synthèse de l'acétate passe par la voie de Wood-Ljungdahl qui utilise le dioxyde de carbone et le dihydrogène comme réactifs :
2 CO2 + 4 H2  →  CH3COOH + 2 H2O